# Paurophylla distincta
Paurophylla distincta là một loài bướm đêm trong họ Erebidae.